# Pachydissus hector
Pachydissus hector es una especie de escarabajo longicornio del género Pachydissus, tribu Cerambycini, subfamilia Cerambycinae. Fue descrita científicamente por Kolbe en 1893.

## Descripción
Mide 28-53 milímetros de longitud.

## Distribución
Se distribuye por Tanzania.